# Tom Wlaschiha
Thomas Wlaschiha (sinh ngày 20 tháng 6 năm 1973) là một nam diễn viên người Đức.